# العلاقات التشيكية الإريترية
العلاقات التشيكية الإريترية هي العلاقات الثنائية التي تجمع بين التشيك وإريتريا.

## مقارنة بين البلدين
هذه مقارنة عامة ومرجعية للدولتين:
| وجه المقارنة                                              | التشيك                                                                            | إريتريا                                      |
| --------------------------------------------------------- | --------------------------------------------------------------------------------- | -------------------------------------------- |
| المساحة (كم2)                                             | 78.87 ألف                                                                         | 117.60 ألف                                   |
| عدد السكان (نسمة)                                         | 10.52 مليون                                                                       | 6.33 مليون                                   |
| الكثافة السكانية (ن./كم²)                                 | 133.38                                                                            | 53.83                                        |
| العاصمة                                                   | براغ                                                                              | أسمرة                                        |
| اللغة الرسمية                                             | اللغة التشيكية                                                                    | اللغة التغرينية، اللغة العربية، لغة إنجليزية |
| العملة                                                    | كرونة تشيكية، كرونة تشيكوسلوفاكية                                                 | ناكفا                                        |
| الناتج المحلي الإجمالي (بليون دولار)                      | 215.73 مليار                                                                      | 2.61 مليار                                   |
| الناتج المحلي الإجمالي (تعادل القوة الشرائية) بليون دولار | 356.15 مليار                                                                      |                                              |
| الناتج المحلي الإجمالي الاسمي للفرد دولار أمريكي          | 17.55 ألف                                                                         |                                              |
| الناتج المحلي الإجمالي للفرد دولار أمريكي                 | 31.19 ألف                                                                         |                                              |
| مؤشر التنمية البشرية                                      | 0.878                                                                             | 0.391                                        |
| رمز المكالمات الدولي                                      | +420                                                                              | +291                                         |
| رمز الإنترنت                                              | .cz                                                                               | .er                                          |
| المنطقة الزمنية                                           | ت ع م+01:00، ت ع م+02:00، توقيت وسط أوروبا، توقيت وسط أوروبا الصيفي، أوروبا/براغ ‏ | ت ع م+03:00                                  |

## منظمات دولية مشتركة
يشترك البلدان في عضوية مجموعة من المنظمات الدولية، منها:
| علم المنظمة | اسم المنظمة                        | تاريخ انضمام التشيك | تاريخ انضمام إريتريا |
| ----------- | ---------------------------------- | ------------------- | -------------------- |
|             | مؤسسة التمويل الدولية              | 1993                | 11 أكتوبر 1995       |
|             | منظمة حظر الأسلحة الكيميائية       | ?                   | ?                    |
|             | يونسكو                             | 22 فبراير 1993      | 2 سبتمبر 1993        |
|             | الاتحاد الدولي للاتصالات           | 1993                | 6 أغسطس 1993         |
|             | الأمم المتحدة                      | 19 يناير 1993       | 28 مايو 1993         |
|             | منظمة الشرطة الجنائية الدولية      | ?                   | ?                    |
|             | البنك الدولي للإنشاء والتعمير      | 1993                | 6 يوليو 1994         |
|             | الاتحاد البريدي العالمي            | ?                   | ?                    |
|             | مؤسسة التنمية الدولية              | 1993                | 6 يوليو 1994         |
|             | وكالة ضمان الاستثمار متعدد الأطراف | 1993                | 10 سبتمبر 1996       |

## وصلات خارجية
- موقع وزارة الخارجية التشيكية